# Straight Checkn 'Em
Albums de Compton's Most Wanted
It's a Compton Thang
(1990) Music to Driveby
(1992)
Singles
1. Growin Up in the Hood
Sortie : 1991
2. Straight Checkn 'Em
Sortie : 1991

Straight Checkn 'Em est le deuxième album studio de Compton's Most Wanted, sorti le  16 juillet 1991.
L'album s'est classé 23e au Top R&B/Hip-Hop Albums et 92e au Billboard 200.
Deux singles ont été extraits de l'album dont Growin' Up in the Hood. Ce titre figurait dans la bande originale de Boyz N the Hood, un film de John Singleton.

## Liste des titres
| No  | Titre                  | Contient un (des) sample(s) de | Durée |
| --- | ---------------------- | --- | ----- |
| 1.  | Intro                  | Slum Creeper de Quincy Jones | 1:02  |
| 2.  | They Still Gafflin'    | I Get Lifted de George McCrae Good Ole Music de Funkadelic Do Your Thing d'Isaac Hayes | 4:29  |
| 3.  | Growin' Up in the Hood | Kool is Back de Funk, Inc. Kung Fu de Curtis Mayfield Cleopatra Jones de Joe Simon Gangsta Gangsta de N.W.A Paul Revere des Beastie Boys Love's Gonna Get 'Cha [Material Love] des Boogie Down Productions Rollin' Wit the Lench Mob d'Ice Cube It's Funky Enough de The D.O.C.       | 4:11  |
| 4.  | Wanted                 | Funky Drummer de James Brown I'm Gonna Love You Just a Little More Baby de Barry White Straight Checkn 'Em des Compton's Most Wanted (Not Just) Knee Deep de Funkadelic Buns O Plenty d'Isaac Hayes Blow Your Head des J.B.'s                                                         | 4:14  |
| 5.  | Straight Checkn 'Em    | | 3:46  |
| 6.  | I Don't Dance          | Sing a Simple Song de Sly and the Family Stone Atomic Dog de George Clinton I Can Make You Dance de Zapp Dance Floor de Zapp Jackin' for Beats d'Ice Cube Aqua Boogie (A Psychoalphadiscobetabioaquadoloop) de Parliament Going Back to Cali de LL Cool J Ice Ice Baby de Vanilla Ice | 2:29  |
| 7.  | Raised in Compton      | People Make the World Go Round de Young-Holt Unlimited | 3:48  |
| 8.  | Driveby Miss Daisy     | Pot Belly de Lou Donaldson | 4:26  |
| 9.  | Def Wish               | Wilford's Gone des Blackbyrds | 3:41  |
| 10. | Compton's Lynchin'     | Superman Lover de Johnny « Guitar » Watson Jackin' for Beats d'Ice Cube Played Like a Piano de King Tee featuring Ice Cube et Breeze 100 Miles and Runnin' de N.W.A | 4:42  |
| 11. | Can I Kill It?         | Love T.K.O. de Teddy Pendergrass Footsteps in the Dark des Isley Brothers This Is for the Lover in You de Shalamar Fool Yourself de Little Feat They Still Gafflin' des Compton's Most Wanted                                                                                         | 4:30  |
| 12. | Gangsta Shot Out       | Gangster Boogie des Chicago Gangsters | 2:32  |